# حمامات دقلديانوس
حمامات دقلديانوس (لاتينية: Thermae Diocletiani، ايطالية: Terme di Diocleziano) هي حمّامات بُنيت في روما القديمة بمبادرة القيصر الرومي مكسيميانوس، في سنة 298، وسمّاها على اسم شريكه بالإمبراطورية دقلديانوس. فُتِحَت الحمّامات للاستعمال العامّ سنة 306 وقد كانت أكثر الحمّامات فخامةً وأكبرها حجمًا. استُعمِلت الحمّامات حتى عام 537 عندما قطع القوط الشرقيون مجرى المياه عنها، سُمّيَت محطة القطار المركزية في روما، محطة روما ترميني، على اسم الحمّامات (لاتينية: Thermae).

## وصف الحمّامات

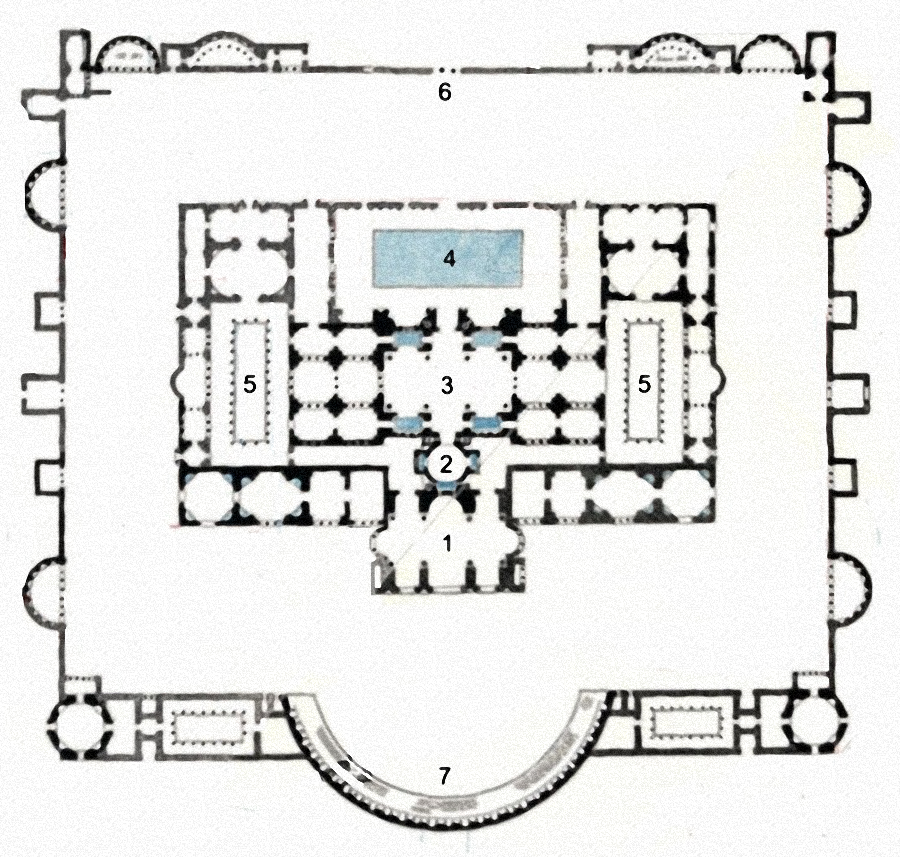
خطة بناء الحمّامات

كان بإمكان الحمّامات استقبال أكثر من 3000 شخص، وهي ضعف الكميّة التي كان بإمكان حمّامات كركولة استقبالها، على الرغم من كونهما بنفس الحجم. مساحة الحمّامات كانت 370x380 مترًا؛ بحيث أنّ مساحة البناية المركزية كانت 180x250.
تقع الحمّامات شمال-شرق هضبة فيمينال، وقد خدمت ثلاث من سبع هضبات روما: هضبة اسكيلين، هضبة كويرينال، وهضبة فيمينال. هناك من يظنّ أن حمّامات ديوكليتيانوس قد كانت شعبيّة بشكل خاصّ لدى الجنود ورجال العسكر بسبب قربها للجدار السرفياني.

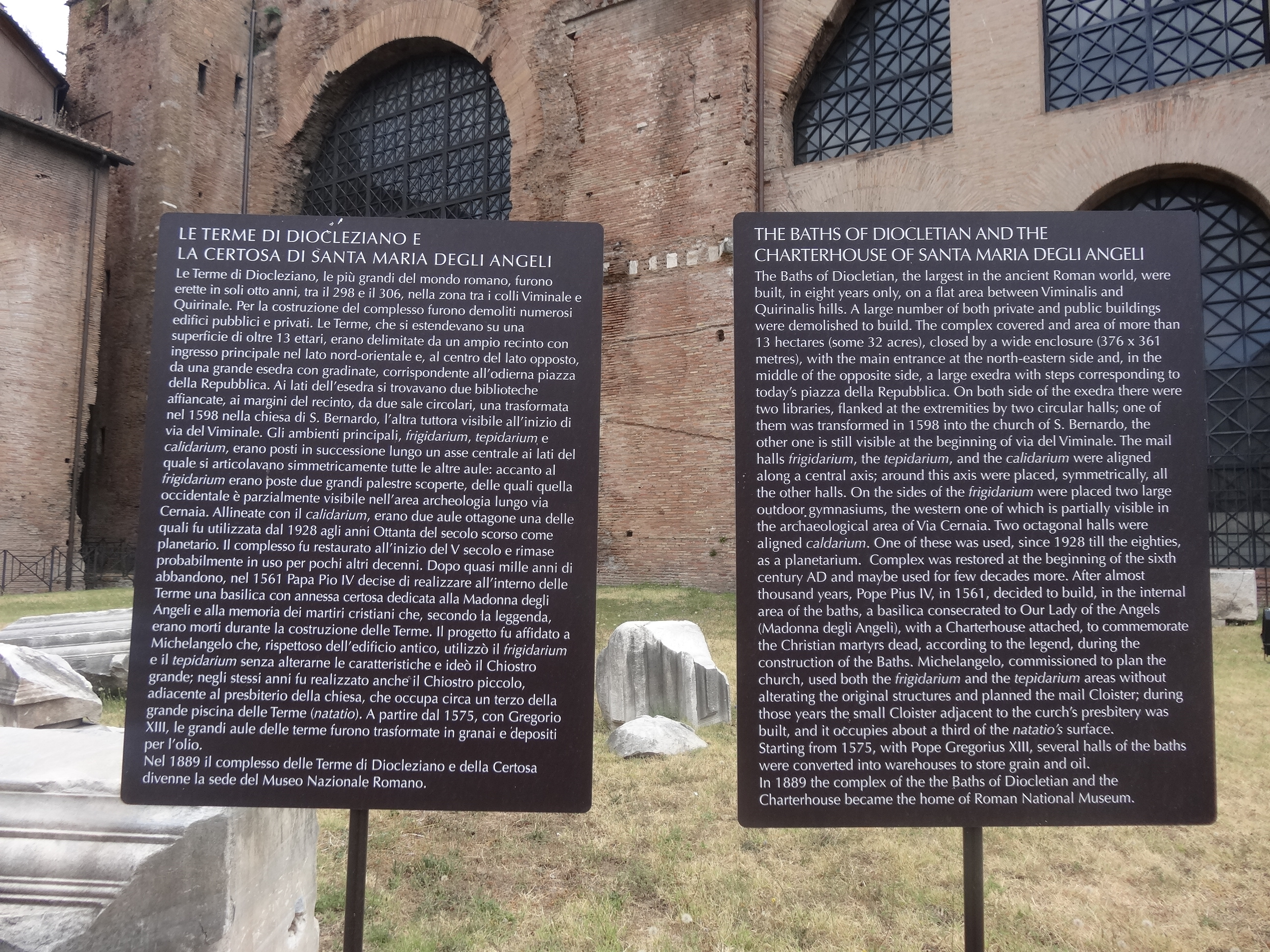

مبنى الحمّامات متماثل من جانبيه، بحيث أن كل من يدخل البناية، من الجهة الشمالية أو الجنوبية، يدخل أوّلًا للأتريا atria وللأبوديتيريام apodyteriam وهم غرف لتغيير الملابس وحفظها حتى انتهاء عملية الاستحمام. من هناك، يستطيع الزائر أن يدخل مباشرة للناتاتيو natatio وهي بركة خارجية، أو للبلسترا palaestrae (صالة رياضة خارجية). لتحديد الأماكن المخصّصة للفعاليات الرياضيّة، وُضِعَت أعمدة غرانيت كبيرة.
بعد ذلك، يعبر الزائر بسلسلة من غرف الاستحمام- بدايةً باللاكونيكاس laconicase، وهي غرفة تشبه الساونا، ومن ثم السوداتوريوم sudatorium وهي غرفة بخار ومن هناك للكالداريوم caldarium وهي الغرفة الساخنة المركزية. كان الكالداريوم أكبر بشكل ملحوظ من باقي الغرف، مما يدلّ على اهميّته في عملية الإستحمام. كما وجرت المياه الساخنة إلى الغرفة بشكل متواصل، إذ ان الرومان إعتقدوا ان المياه الجارية انظف من المياه الراكدة. من هنا، يدخل الزائر إلى التبيداريوم tepidarium وهي الغرفة الفاترة التي تحضِّر الجسم للدخول للفريدجيداريوم frigidarium (الغرفة الباردة). كان الفردجيداريوم هو الأفخم والأكثر زخرفةً في الحمامات، فقد تزيّنت الجدران، السقف والأرضية بأثمن وأجمل الفنون التي اظهرت مجد وعظمة روما. قد لعب الفريدجيداريوم دور النادي الاجتماعي لسكان روما القديمة. اما المحطة الأخيرة في عملية الإستحمام فقد كانت الناتاتيو والذي بالإمكان الرجوع من خلاله إلى غرف تغيير الملابس والخروج. كانت الحمامات متاحة للرجال والنساء على حدّ سواء. مع هذا، اتت بشكل عام النساء صباحًا، بينما اتى الرجال في ساعات المساء.
كانت على جهتي الإكسدرا (المبنى النصف دائري) مكتبتان. يدلّ وجود مكاتب في الحمّامات انّ الحمّامات في تلك الفترة ضمّت نطاق واسع من الفعاليات الاجتماعية الثقافية.
استلزم مبنى بهذا الحجم إلى نظام هندسي مركب ومعقد الذي حرص على نقل المياه في القنوات وتوزيعهم على الغرف المختلفة، تسخين تحت-ارضي للغرف الساخنة وعزل الحرارة عن الغرف الباردة. بالإضافة إلى ذلك، بُنيت اروقة تحت-ارضية لكي تُتاح صيانة وتشغيل المكان والتي حرص عليها العبيد. من هنا، كانت الحمّامات الرومانية، بعظمتها ومجدها، مكانًا مظلمًا ورطبًا في عيون العبيد العاملين بها.
يدّعي خبراء علم الآثار والهندسة المعمارية ان خطة بناء حمّامات دقلديانوس تشبه خطة بناء حمامات كركولة  وحمامات تراجان.
بُنيَت الحمّامات بقوالب طوب مختومة من عصر حكم دقلديانوس، ولم تُستَعمل مواد اقدم من ذلك. صنعت واجهة المبنى الخارجية من الجبص والذي قد دُهِنَ ليشابه الرخام الأبيض. من الداخل، كما ذكِرَ سابقًا، زُيِّنَ المبنى بالرخام، الفسيفساء والتماثيل المختلفة.

## تاريخ

### بناء الحمامات وفترة عملها (عام 298 - 537 بعد الميلاد)
يصف لنا نقش اهداء مبنى الحمّامات ظروف بناءها. كُتِبَ الإهداء بين عام 305 و306، وهي معروضة اليوم في متحف روما الوطني. نص الإهداء:
D(omini) N(ostri) Diocletianus et Maximianus invicti seniores Aug(usti) patres Imp(eratorum) et Caes(arum); et d(omini) n(ostri) Constantius et Maximianus invicti Aug(usti), et Severus et Maximinus nobilissimi Caesares thermas felices Diocletianas, quas Maximianus Aug(ustus) rediens ex Africa sub praesentia maiestatis disposuit ac fieri iussit et Diocletiani Aug(usti) fratris sui nomine consecravit coemptis aedificiis pro tanti operis magnitudine omni cultu perfectas Romanis suis dedicaverunt.
ترجمة ممكنة للنص هي: ((بعد ان اشتروا المباني اللازمة لمبادرة بهذا الحجم، اسيادنا دقلديانوس ومكسيميان غير المقهور أغسطس، اباء الإمبراطورية والقياصرة، واسيادنا قسطنطيوس (كلوروس) وماكسيمينوس (غاليريوس) غير المقهور أغسطس، وسيفروس ومكسيمينوس (داية) القياصرة الشرفاء، يخصصون حمّامات دقلديانوس للرومان بعد ان انهوا تزيينها، والذي قد طلب وخطط بناءها مكسيميان أغسطس عند رجوعه من افريقيا بوجود جلالته، وخصصّهم باسم دقلديانوس اخوه)).
بنيت الحمّامات خلال سبع سنوات وهي فترة قصيرة نسبيًا لوضع الإمبراطورية الهائج في حينها. هناك من يدّعي ان سبب بناء الحمّامات كان إظهار رجوع الحكم القيصري القوي بعد فترة فوضى كبيرة. بدأ البناء في خريف 298 بأمر من مكسيمينوس بعد رجوعه من افريقيا وانتهت بعد استقالة دقلديانوس ومكسيمينوس من الحكم (ربيع عام 305) وقبل موت قسطنطيوس كلوروس (صيف عام 306).
يكتب ارجان: «بنيت الحمّامات بعمل ودماء الشهداء المسيحيين الذين حوكموا في فترة اضطهاد المسيحية». هُدِمت الكثير من المباني لكي تُبنى هذه الحمّامات الضخمة. استيردت مواد للبناء من كل انحاء الإمبراطوية ومن خارجها. فمثلًا، زوّدت الغابة البفارية الخشب اللازم لأطر الأقواس. كانت بناية الحمّامات إشارة لإستمرار بناء روما في القرن الرابع.

### انتهاء عمل الحمّامات ومحاولة البناء من جديد (537-1541)
استمرّت الحمّامات بالعمل حتى عام 537، حين قطع القوط الشرقيون قنوات المياه التي تغذّيها. لم تستعمل حمّامات دقلديانوس في العصور الوسطى، وهُجِرَ المبنى. أُخِذَ اغلب الرخام والأعمدة لإستعمالها ببناء اخر من جديد. خلال السنين كان هنالك الكثير من الصراعات حول ملكية المكان ورُسِمَت العديد من الخطط لبناء المساحة، ولكن لم تثمر أي منها.

### انطونيو لو دوكا
عام 1541، أصبح انطونيو لو دوكا، وهو راهب من صقلية، المتحدث الرسمي باسم المنطقة المهدومة. كان لديه رؤيا التي دفعت به لأن يطالب البابوية ببناء كنيسة لطائفة الملائكة حيث كانت الحمّامات، وتخصيص المكان للشهداء العديدين. بعد أكثر من عشرين سنة من الطلبات المرفوضة، استجاب البابا بيوس الرابع سنة 1561 لطلبه، وأمر ببناء كنيسة في جزء من منطقة الحمّامات. اقيمت مسابقة لتصميم الكنيسة وميكيلانجيلو فاز بها. هناك من يدّعي ان البابا توجّه لميكيلانجيلو بشكل شخصي لأن يكون المهندس المركزي في المشروع.
قوبِلَت خطة مايكل انجلو لناء الكنيسة بالكثير من المديح، إذ انه استطاع بأن يحافظ على بعض العناصر الأصلية من مبنى الحمّامات. فمثلًا، قام باستخدام ثماني الأعمدة الغرانيت الأصلية من الحمّامات. تُدعى الكنيسة بازيليكا سانتا ماريا دلي انجيلي اي دي مرتيري، وهي متاحة للجمهور.

### القرن الثامن عشر
عند نهاية القرن الثامن عشر، وعند انضمام روما لمملكة إيطاليا، تغيّرت العديد من الأمور في منطقة الحمّامات. بُنيت محطة القطار ترميني مقابل مكان الحمّامات سابقًا، وأقامت الحكومة أحد فروع متحف روما القومي في الجزء الأمامي من الحمّامات.

## اليوم
قد حُفِظَت مباني الحمامات المركزية بشكل جيِّد نسبةً لباقي اجزاء المبنى. بالإمكان رؤية بقايا الكالدريوم في الجهة الشمالية ساحة دلا ربوبليكا Piazza Della Repubblica. تُستعمل اليوم  مساحة الحمامات ل-:
- كنيسة سانتا ماريا دلي انجيلي أي دي مرتيري، وهي مبنية على التبيداريوم والفردجيداريوم السابقين.
- كنيسة برنارد الا ترمة San Bernardo alle Terme والتي كانت إحدى ابراج الحمّامات.
- فرع من متحف روما الوطني.

## انظر ايضًا
- دقلديانوس
- مكسيميانوس